# Nikolai Petrowitsch Iwanow
Nikolai Petrowitsch Iwanow (russisch Николай Петрович Иванов; * 20. August 1949 in Leningrad; † 7. Juni 2012 ebenda) war ein sowjetischer Ruderer.

## Leben und Karriere
Iwanow gewann zusammen mit Wladimir Jeschinow und Steuermann Walentin Kostizin die Bronzemedaille im Zweier mit Steuermann bei den Ruder-Weltmeisterschaften 1970, ebenfalls Bronze erhielten Jeschinow und Iwanow bei den Ruder-Europameisterschaften 1971. Bei den Olympischen Spielen 1972 in München belegten Iwanow und Jeschinow mit Steuermann Juri Lorentsson den fünften Platz im Zweier. Bei den Ruder-Europameisterschaften 1973 und bei den Ruder-Weltmeisterschaften 1974 siegten Iwanow und Jeschinow zusammen mit Steuermann Alexander Lukjanow. 1975 stiegen alle drei Ruderer um in den Vierer mit Steuermann und gewannen den Titel bei den Weltmeisterschaften in Nottingham zusammen mit Alexander Klepikow und Alexander Sema. Im Jahr darauf siegte der russische Vierer mit Jeschinow, Iwanow, Klepikow, Michail Kusnezow und Lukjanow auch bei den Olympischen Spielen 1976 in Montreal, nachdem Kusnezow im Finale für Sema eingesprungen war. Am 7. Juni 2012 verstarb Nikolai Petrowitsch Iwanow im Alter von 62 Jahren in seiner Geburtsstadt St. Petersburg.